# Dinamica fluidelor
Dinamica fluidelor este disciplina științifică care se ocupă de curgerile fluidelor. Ea este o parte a mecanicii fluidelor.
Dinamica fluidelor se împarte în:
- Hidrodinamică, care studiază curgerea lichidelor;
- Aerodinamică, care studiază curgerea gazelor.

## Curgere nestaționară
Curgerea nestaționară a unui fluid este curgerea a cărei parametri de stare (debit, presiune etc.) variază în timp. Apare la pornirea sau oprirea unei pompe, închiderea sau deschiderea unui robinet pe o conductă, propagarea viiturilor pe râuri, golirea unui lac de acumulare, ruperea unui baraj etc.